# Arisarum simorrhinum
Arisarum simorrhinum — вид рослин родини кліщинцевих (Araceae).

## Опис
Багаторічна трава. Період цвітіння: листопад — лютий; період плодоношення березень — травень.

## Поширення
Пд. Португалія, ц., пд., сх. і пн.-сх. Європа, пд. Франція, пн.-зх. Африка (Алжир і Марокко), Макаронезія (Азорські острови і Канарські острови). Присутній в скелястих і глинистих ґрунтах. Населяє оброблювані землі, схили доріг і стежок, скелясті тріщини; 0-840 м.

## Галерея

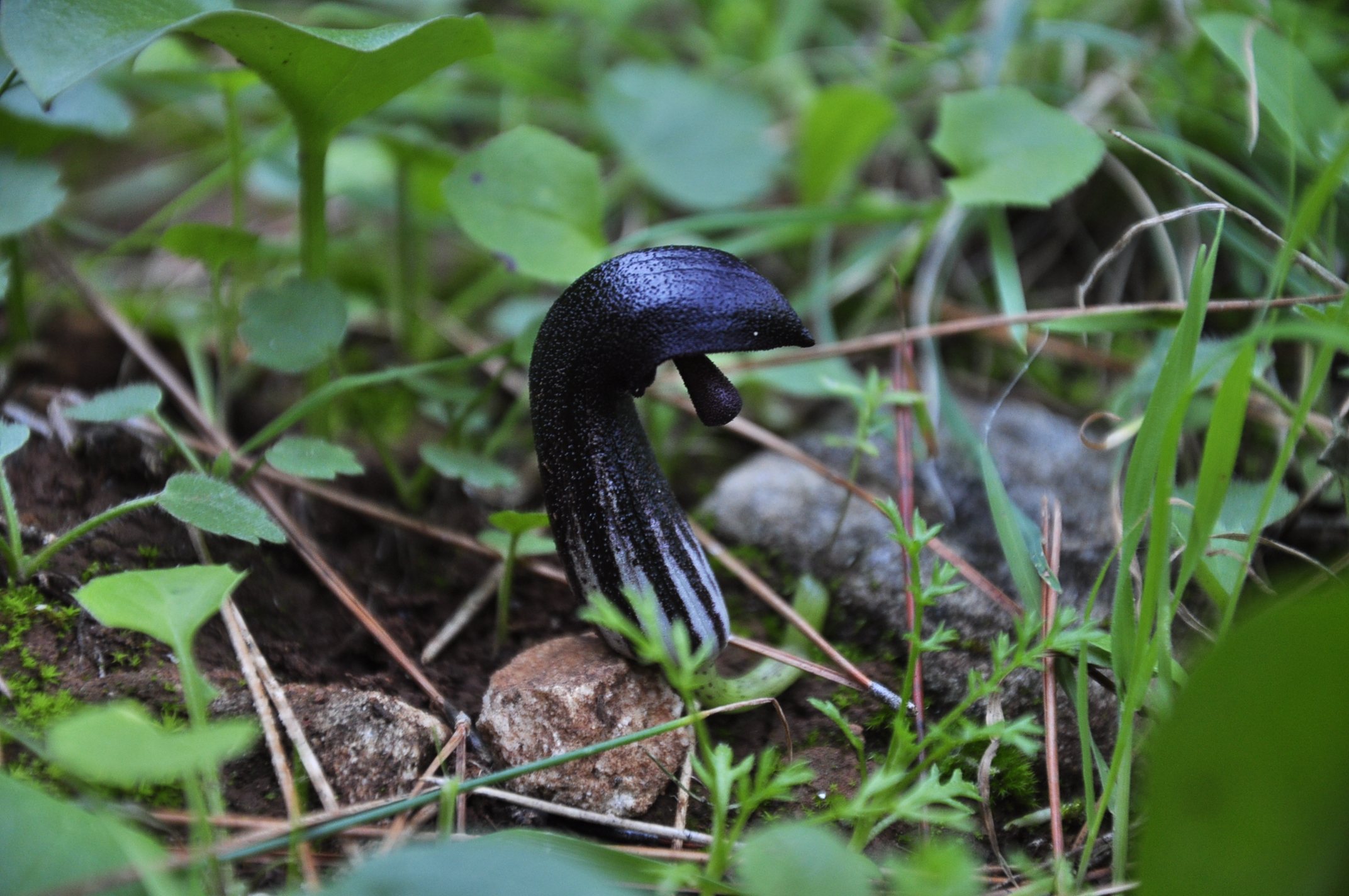